# Andwelé Slory
Andwélé Cedric Slory (* 27. September 1982 in Paramaribo) ist ein ehemaliger niederländischer Nationalfußballspieler mit surinamischen Wurzeln.
Seine Profi-Laufbahn begann Slory im Jahr 2000 bei Stormvogels Telstar in der Eerste Divisie. 2005 wechselte er zu Excelsior Rotterdam. Er war mit 14 Toren maßgeblich am Aufstieg der Rotterdamer in die Eredivisie beteiligt. In der Saison 2006/07 schoss er 12 Tore und erregte so die Aufmerksamkeit von mehreren Scouts, u. a von Feyenoord Rotterdam, Ajax Amsterdam, AZ Alkmaar und PSV Eindhoven. Zur Saison 2007/08 wechselte er zum Stadtkonkurrenten Feyenoord.
Am 2. Juni 2007 debütierte Slory im Dress der niederländischen Nationalmannschaft im Spiel gegen Südkorea. Vier Tage später kam er gegen Thailand zu seinem zweiten Einsatz.
2010 wechselte Slory zum bulgarischen Erstligisten Lewski Sofia. Er kam zu fünf Kurzeinsätzen. Anfang 2011 zog es ihn zu Adelaide United nach Australien. Zunächst kam er als Einwechselspieler zum Zuge, zur Beginn der Saison 2011/12 gehörte er zum Stamm. Nach sechs Spieltagen wurde sein Vertrag jedoch aufgelöst.
Slory spielte einige Jahre im niederländischen Amateurfußball, ehe er in den Profikader des FC Dordrecht in der Eredivisie kam. Nach fünf Einsätzen beendete er im Sommer 2015 seine Laufbahn.